# Behobia-San Sebastián
La Behobia-San Sebastián (B / SS) es una carrera popular, con una distancia de unos 20 kilómetros, que se extiende entre el pequeño barrio de Behobia, de la ciudad de Irún y la capital guipuzcoana de San Sebastián, siguiendo la ruta de la carretera N-I. Actualmente se dirige al centro de Alameda en el bulevar San Sebastián. Pero no siempre en este punto. En la década de 1920, la llegada generalmente se ubicaba en el campo de fútbol de Atocha, donde también se realizaban campeonatos de atletismo españoles. 
La carrera se disputa sobre la distancia de alrededor 20 kilómetros en el mes de noviembre. Este tipo de competición no se encuentra en el programa de los juegos olímpicos o en el Campeonato Mundial de Atletismo, aunque es de las más populares fuera de estos eventos, ya que es un acontecimiento popular apreciado por los deportistas aficionados experimentados. De una distancia bastante importante para constituir un desafío, no requiere una preparación tan extensa que un maratón. Entre los aficionados, la media maratón o casi como es el caso se corre por debajo de la velocidad máxima aeróbica y debajo del umbral anaeróbico, en donde existe la ausencia de ahogo y una acumulación débil de ácido láctico en los músculos como suele suceder en las distancias más cortas.

## Behobia
Behobia es un barrio del municipio guipuzcoano de Irún (España) situado en su extremo oriental, al sur del río Bidasoa. Tiene una población de 9798 habitantes (2003). Por barriadas, la más populosa es la de Azkenportu, con 5910, mientras que Dumboa cuenta con 2861 y el centro histórico del barrio con 1027 habitantes. Situado al sur del río Bidasoa, el barrio limita al noreste con Francia, al sur con los barrios Meaca y Barrio Bidasoa y al oeste con los de Meaca, Barrio Olaberría y Anaca. Cada año, en noviembre se celebra una carrera pedestre popular que parte de Behobia: la Behobia-San Sebastián.

## San Sebastián
San Sebastián (en euskera Donostia, y oficialmente Donostia / San Sebastián) es una ciudad y municipio español situado en la costa del golfo de Vizcaya y a 20 kilómetros de la frontera con Francia. La ciudad es la capital de la provincia de Guipúzcoa, en la comunidad autónoma del País Vasco. La población del municipio es de 186 665 habitantes (2018), y su área metropolitana alcanza los 436 500 (2010). Es la cabecera de la Eurociudad Vasca Bayona-San Sebastián, una conurbación de más de 620 000 habitantes.
Sus principales actividades económicas son el comercio y el turismo, constituyendo en el pasado uno de los más famosos destinos turísticos de España. Su paisaje, dominado por la bahía de La Concha, así como su desarrollo arquitectónico moderno iniciado en la segunda mitad del siglo XIX, que configuró una ciudad de corte francés y aburguesado, propiciaron el desarrollo de la actividad turística a escala europea. Todo ello, unido a eventos internacionales como el Festival Internacional de Cine de San Sebastián, el Festival de Jazz de San Sebastián, la Quincena Musical o el Festival de Cine de Terror, ha dado proyección exterior a la ciudad, a pesar de sus pequeñas dimensiones. San Sebastián fue Capital Europea de la Cultura en 2016 junto con Breslavia, Polonia. Es meta de la popular carrera celebrada en noviembre que parte de Behobia: la Behobia-San Sebastián.

## Historia
La carrera, organizada por la Asociación Deportiva Fortuna, tiene una larga historia que comenzó en 1919 y continúa hasta nuestros días, hecho que la convierte en una de las carreras más antiguas del mundo, con más de 100 años de historia. Durante todos estos años ha vivido varias vicisitudes que lo han marcado y lo han convertido en una de las razas populares más populares y multitudinarias.

### Los comienzos (1919-1926)
La primera edición de la "Behobia-San Sebastián" se celebró el 30 de marzo de 1919. Después del éxito de ese evento, en el que el atleta de Elgoibar, Juan Muguerza, ganó con un tiempo de 1h 17:50. Se llevaron a cabo siete ediciones consecutivas, hasta el 28 de marzo de 1926 inclusive. Sin embargo, desde entonces , cayó en altibajos y solo se celebró en ciertos años, debido a factores históricos que lo afectaron, como la guerra civil y otros eventos históricos relevantes.

### Segunda vez: una carrera de relevos (1936-1963)
Entre 1936 y 1963, la carrera se volvió a celebrar, pero luego con diferentes características y continuamente en el tiempo, con solo seis ediciones, con participación exclusivamente masculina. Durante esos años, desde el 29 de marzo de 1936 revive nuevamente la Behobia-San Sebastián, bajo otra modalidad. La competencia se celebró con equipos de cuatro atletas que deben correr cada cinco kilómetros. La guerra civil española, de 1936 a 1939, interrumpió la continuidad de la Behobia hasta el 13 de abril de 1941, en la que se celebró nuevamente, ganando el equipo de la Royal Football Society, como sucedería en la edición del próximo año. La Behobia no se celebra luego hasta 1949. La duodécima edición es la tercera para el relevo. Los equipos franceses vienen y es el CAM de Burdeos el que gana y establece un nuevo récord, en 1h 05:53. Hay varios corchetes hasta 1963, coincidiendo con el 150 aniversario de la demolición de los muros de San Sebastián. El Jaizkibel estableció un gran récord: 1h 01:26. Se produce una nueva interrupción hasta el 13 de mayo de 1951, cuando gana el equipo de la Asociación Deportiva Montferrandaise.

### Era moderna: la raza popular (1979-2013)
En el año 1979 reapareció la carrera, se restableció en medio del auge de las carreras populares en España, celebrándose anualmente, siendo una de las citas más relevantes de la zona, aumentando el número de participantes cada año, llegando a más de 28,800 registrados en 2013. Se establecieron nuevos récords: en la competición masculina en 1999 Alberto Juzdado corrió la distancia en 59:23 minutos y en la feminina en 2011 Trihas Gebre ganó con 1:08:07.

### Cambio de recorrido (2014- )
La Behobia-San Sebastián cambió en 2014 el recorrido, y dada la buena acogida y resultado el recorrido que se mantiene actualmente. Es una carrera con un recorrido muy exigente, con dos importantes altos, Gaintxurizketa (km. 7) y el Alto de Miracruz (km. 16), y también diversas subidas y bajadas que hay que tener en cuenta a la hora de regular el esfuerzo. El desnivel positivo es de 192 metros. Los motivos para el cambio desde la 50.ª edición están basados en una mejora de la seguridad ciudadana de poblaciones como Lezo, Pasajes de San Juan, San Pedro, Trintxerpe o el barrio de Bidebieta, que permanecían cortadas durante varias horas entre la carrera y el mar sin casi alternativas para la movilidad y que, sobre todo, puede provocar problemas en caso de una intervención de emergencia que tenga que entrar o salir de las mismas. El recorrido alternativo ha sido objeto de una exhaustivo análisis por parte de la organización, autoridades e incluso veteranos corredores populares de la Behobia con experiencia internacional y las conclusiones fueron excelentes, desde la organización se ven efectos positivos para la carrera y sus participantes, ya que se obtiene más espacio en salida y se evitan las mediana, es una zona de salida en recta, más ordenada y visual, además se permite asegurar un recorrido de 20 km exactos para futuras ediciones. Al discurrir por un circuito urbano hay más público y los servicios sanitarios de la carrera pueden intervenir con más rapidez y facilidad. El circuito discurre paralelo a los dos operadores de tren de la zona y tanto participantes retirados como público tiene un mejor servicio. 
La participación siguió aumentando hasta llegar a su máximo con más de 33 700 corredores en 2015.  En 2020 la carrera fue suspendida por culpa de la Pandemia de COVID-19 que también fue causa de una participación limitada en 2021, volviendo a su normalidad desde la edición de 2022 estando siempre alrededor de 30 000 corredores. 
Desde 2019 la carrera forma parte del Circuito Nacional de Running Plátano de Canarias, junto con las carreras EDP Medio Maratón de Sevilla, eDreams Mitja Marató Barcelona, EDP Rock n Roll Medio Maratón de Madrid y Medio Maratón Valencia Trinidad Alfonso EDP, teniendo para completar el reto hasta que acabe el año 2024, debiendo haber corrido las citas señaladas.

## Palmarés
| Año   | Ganador Masculino       | Tiempo            | Ganadora Femenina       | Tiempo            |
| ----- | ----------------------- | ----------------- | ----------------------- | ----------------- |
| 2024  | Chakib Lachgar          | 1:02:17           | Mireia Guarner Piqué    | 1:14:04           |
| 2023  | Chakib Lachgar          | 0:59:56           | Laura Rodríguez Botella | 1:14:22           |
| 2022  | Nan Oliveras i Font     | 1:01:29           | Cristina Silva Feliu    | 1:11:31           |
| 2021  | Eneko Agirrezabal       | 1:01:00           | Nuria Lugueros          | 1:11:38           |
| 20203 | Edición cancelada       | Edición cancelada | Edición cancelada       | Edición cancelada |
| 2019  | Chakib Lachgar          | 1:01:00           | Gema Barrachina         | 1:11:38           |
| 2018  | Jaume Leiva             | 1:01:00           | Aroa Merino             | 1:09:41           |
| 2017  | Carles Castillejo       | 1:00:36           | Aroa Merino             | 1:11:05           |
| 2016  | Carles Castillejo       | 1:00:19           | Aroa Merino             | 1:10:55           |
| 2015  | Carles Castillejo       | 1:01:13           | Raquel Gómez            | 1:13:39           |
| 20142 | José Carlos Hernández   | 1:01:37           | Vanessa Veiga           | 1:09:58           |
| 2013  | Pedro Nimo              | 1:04:30           | Claudia Behobide        | 1:16:20           |
| 2012  | Jaume Leiva             | 1:01:33           | Oihana Kortazar         | 1:14:42           |
| 2011  | Asefa Abrha             | 1:02:56           | Trihas Gebre            | 1:08:07           |
| 2010  | Rafael Iglesias         | 1:01:11           | María López de Tejada   | 1:15:10           |
| 2009  | Rafael Iglesias         | 1:01:16           | María José Pueyo        | 1:12:15           |
| 2008  | Chema Martínez          | 1:00:31           | Ana Casares             | 1:13:43           |
| 2007  | Chema Martínez          | 1:01:48           | Sarah Kerubo            | 1:09:26           |
| 2006  | Chema Martínez          | 1:03:01           | Elena Moreno            | 1:13:28           |
| 2005  | Chema Martínez          | 1:02:11           | Rael Kimayo             | 1:14:12           |
| 2004  | Alberto Juzdado         | 1:00:41           | Wahby Kenza             | 1:11:15           |
| 2003  | Alberto Juzdado         | 1:02:13           | Iratxe Aranburu         | 1:13:42           |
| 2002  | Benjamin Rotich         | 0:59:40           | Iratxe Aranburu         | 1:15:38           |
| 2001  | Philip Rugut            | 0:59:27           | Rocío Ríos              | 1:11:50           |
| 2000  | Julius Gidabuday        | 1:01:34           | María José Pueyo        | 1:13:43           |
| 1999  | Alberto Juzdado         | 0:59:23           | Amaia Ortega            | 1:12:45           |
| 1998  | Carlos de la Torre      | 1:01:07           | Rocío Ríos              | 1:08:54           |
| 1997  | Antonio Pérez Perales   | 1:00:54           | Angelines Rodríguez     | 1:12:40           |
| 1996  | Alberto Juzdado         | 0:59:19           | Rocío Ríos              | 1:10:24           |
| 1995  | Alberto Juzdado         | 0:59:42           | María Luisa Irizar      | 1:13:16           |
| 1994  | Diego García            | 1:01:34           | María Luisa Irizar      | 1:12:26           |
| 1993  | Jesús de Grado          | 1:02:13           | María Luisa Irizar      | 1:15:30           |
| 1992  | Diego García            | 1:00:23           | Marina Prat             | 1:14:59           |
| 1991  | Peio Garin              | 1:01:43           | Rosi Talavera           | 1:15:14           |
| 1990  | Juan Mari Garin         | 1:02:39           | Gloria Azpilicueta      | 1:20:58           |
| 1989  | Chema Fernández Atienza | 1:03:57           | Marina Prat             | 1:12:27           |
| 1988  | Juan Mari Garin         | 1:01:48           | V. Hernández            | 1:18:37           |
| 1987  | Alfonso Álvarez Valera  | 1:03:01           | Begoña Zúñiga           | 1:19:40           |
| 1986  | Alfonso Álvarez Valera  | 1:02:34           | B. Aytnier              | 1:19:20           |
| 1985  | Alfonso Álvarez Valera  | 1:01:43           | María Luisa Irizar      | 1:12:01           |
| 1984  | Andrés Alfaro           | 1:02:58           | María Luisa Irizar      | 1:15:45           |
| 1983  | Alfonso Álvarez Valera  | 1:04:27           | María Luisa Irizar      | 1:17:20           |
| 1982  | Peio Garin              | 1:02:47           | Carol Rosset            | 1:19:20           |
| 1981  | Alfonso Álvarez Valera  | 1:04:39           | Begoña Zúñiga           | 1:27:10           |
| 1980  | Juan Mari Garin         | 1:03:26           | María Luisa Irizar      | 1:22:35           |
| 1979  | J.M. Irazu              | 1:03:55           | Begoña Zúñiga           | 1:21:01           |
| 19631 | Jaizkibel ‘A’           | 1:01:26           |                         |                   |
| 19511 | A.S. Montferrandaise    | 1:05:19           |                         |                   |
| 19491 | C.A.M. Bordeaux         | 1:05:32           |                         |                   |
| 19421 | Real Sociedad de Fútbol | 1:10:07           |                         |                   |
| 19411 | Real Sociedad de Fútbol | 1:09:28           |                         |                   |
| 19361 | Eusko Gaztedi           | 1:07:29           |                         |                   |
| 1926  | Dionisio Carreras       | 1:18:12           |                         |                   |
| 1925  | E. Salvidegoitia        | 1:15:29           |                         |                   |
| 1924  | Manuel Azpiroz          | 1:14:22           |                         |                   |
| 1923  | Serafín Ulecia          | 1:12:57           |                         |                   |
| 1922  | Serafín Ulecia          | 1:14:50           |                         |                   |
| 1921  | Henri Dalière           | 1:13:22           |                         |                   |
| 1920  | Henri Dalière           | 1:12:55           |                         |                   |
| 1919  | Juan Muguerza           | 1:17:50           |                         |                   |

1 Ediciones de equipo por relevo
2 Cambio de recorrido
3 Suspendida por Covid-19

## B/SS Patinaje velocidad
La prueba para patinadores ha contado con cientos de participantes cada año, desde su primera edición en 2016.

### Palmarés

#### Mujeres
| Edición | Año  | Ganadora                   | Segunda                    | Tercera           |
| I       | 2016 | Maite Ancín                | Idoia Martínez de Lafuente | Nagore Montes     |
| II      | 2017 | Idoia Martínez de Lafuente | María Perú                 | Amale Mugica      |
| III     | 2018 | Idoia Martínez de Lafuente | Bego Huerta                | Amale Mugica      |
| IV      | 2019 | Nere Karrera               | Amale Mugica               | María Perú        |
| —       | 2020 | Edición cancelada          | Edición cancelada          | Edición cancelada |
| V       | 2021 | Idoia Martínez de Lafuente | Aura Quintana              | María Perú        |
| VI      | 2022 | Idoia Martínez de Lafuente | Nere Karrera               | Amale Mugica      |

#### Hombres
| Edición | Año  | Ganador           | Segundo           | Tercero           |
| I       | 2016 | Sergio Uriarte    | Alberto Alemán    | Nicolás Alonso    |
| II      | 2017 | Nicolás Alonso    | Sergio Uriarte    | Andoni De Sosa    |
| III     | 2018 | Aitor Vacas       | Eugenio Landete   | Alberto Alemán    |
| IV      | 2019 | Aitor Vacas       | Alberto Alemán    | Eugenio Landete   |
| —       | 2020 | Edición cancelada | Edición cancelada | Edición cancelada |
| V       | 2021 | Aitor Vacas       | Alberto Alemán    | Ilazki Zalakain   |
| VI      | 2022 | Alberto Aleman    | Aitor Vacas       | Nicolás Alonso    |

### Récords
- Femenino: 40:24, Idoia Martínez de Lafuente (ESP), 2018
- Masculino:  36:27, Aitor Vacas (ESP), 2018